# Tripyloides undulatus
Tripyloides undulatus är en rundmaskart som beskrevs av Gerlach 1962. Tripyloides undulatus ingår i släktet Tripyloides och familjen Tripyloididae. Inga underarter finns listade i Catalogue of Life.